# Leptostylopsis antillarum
Leptostylopsis antillarum är en skalbaggsart som först beskrevs av Fisher 1925.  Leptostylopsis antillarum ingår i släktet Leptostylopsis och familjen långhorningar. Inga underarter finns listade i Catalogue of Life.